# 褒章

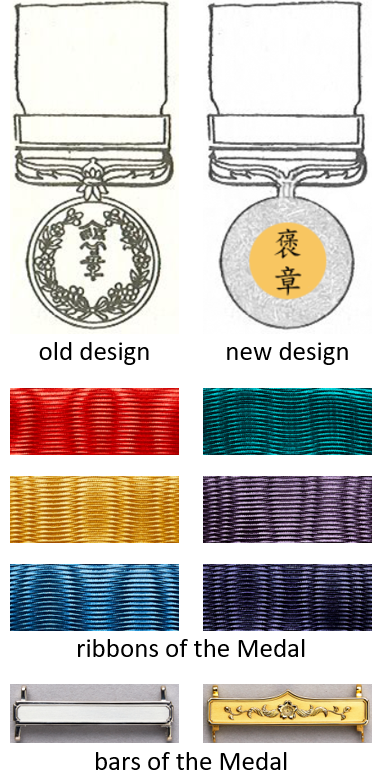
褒章の旧デザイン（1881年から2003年まで）と新デザイン（2003年以降）および綬の各色

褒章（ほうしょう）は、日本の栄典の一つ。社会や公共の福祉・文化などに貢献した者を顕彰するため、天皇から授与される。
顕彰の対象となる事績により、紅綬褒章、緑綬褒章、黄綬褒章、紫綬褒章、藍綬褒章、紺綬褒章の6種類が定められている。授与の対象者は、日本国籍を持つ個人のみならず、外国人および法人を含む。
英訳名は、褒章全体が"Medals of Honour"であり、各章はそれぞれ、"Medal with Red Ribbon"、"Medal with Green Ribbon"、"Medal with Yellow Ribbon"、"Medal with Purple Ribbon"、"Medal with Blue Ribbon"、"Medal with Dark Blue Ribbon"とされている。
日本国政府による英訳では、勲章は"order"であり、褒章は記章（記念章および従軍記章）と同様に"medal"とされている。欧米で日本の勲章、褒章および記章に相当するものには、英語で"order"、"decoration"、"Cross"、"medal"と名付けられたものがある。
しかし、日本と欧米ではこれら「勲章等」（勲章等着用規程（昭和39年総理府告示第16号）第1条）の分け方が異なっており、日本には無い“Cross”の扱いはまちまちであり、“medal”と称されるものの一部は記章ではなく勲章とされることもある。一方、日本の法令上は、他国の褒章に相当するものは記章として扱われる（同規程第11条第1項4号）。

## 概要

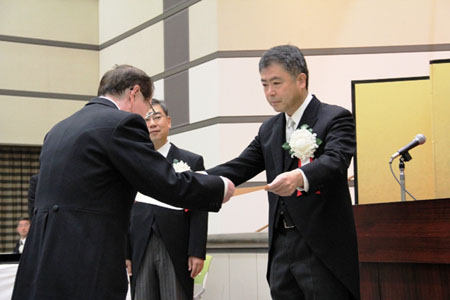
褒章伝達式にて章記（褒章の記）を伝達する厚生労働副大臣桜井充

褒章は、天皇が授与する栄典である。法的には、戦前は大日本帝国憲法第15条の「其ノ他ノ栄典」であり、戦後は日本国憲法第7条7号に該当する国事行為（同7条柱書き）であることに基づく。詳細は褒章条例（明治14年太政官布告第63号）により定められ、同条例1条において各褒章の授与対象が規定されている。
勲章は長年にわたる功績に注目する側面が強く、人命救助のように功績顕著であっても一過性の行為は叙勲対象となりにくいのに対して、褒章は叙勲対象とはなりにくいが、顕著な功績と認められるものに対しても授与される。
褒章は、授与された本人に限り終身これを佩用（公的な場で着用）することができる（条例4条）。褒章を佩用する際は、「左肋ノ辺」（左胸のあたり）に着ける（条例8条）。ただし受章者が、懲役刑・禁錮刑・死刑に処された場合、褒章は没収されて受章者としての地位は褫奪される（勲章褫奪令第1条・第6条）。なお、褒章は独立行政法人造幣局が製造している（独立行政法人造幣局法3条2項、11条1項4号）。
褒章条例により表彰されるべき者が団体である場合には、人でない団体はメダルを着けられないため、褒状が授与される（条例2条）。なお、個人に授与される場合にも褒章（メダル）とともに褒章の記が授与される。褒状、褒章の記ともに、受章者・表彰者の氏名または名称、受章・表彰理由、授与・表彰の年月日と記号番号、天皇の名で授与・表彰する旨が記されて国璽が捺され、内閣総理大臣と内閣府賞勲局長が署名・押印する。日本の法令・行政上の扱いでは、褒章とは「○綬褒章」の名称をもつ褒章のみを指す。褒状、賞杯を含めるときは「褒賞」の表現を用いる（例: 受章・受賞者を掲載する官報の欄名）。
褒章の授与とともに、金銀木杯（賞杯）を授与することもある（条例5条）。特に、公益のために私財を寄附した者に授与される紺綬褒章を授与する場合には、合わせて授与される木杯の基準がその寄附額によって定められている。また、本条例によって表彰されるべき者が死亡したときは、金銀木杯または褒状をその遺族に授与し、これを遺族追賞という（条例6条）。
すでに褒章を授与されている者が再度同様の理由によって褒章を授与されるべきときは、その都度、銀色の飾版のみを1個授与され、すでに授与されている褒章の綬（リボン）に附加して標識とする（条例第3条第1項）。この飾版が5個（5回の受章）以上に達したときは、5個ごとに金色の飾版を1個と引き替える（同条2項）。
紅綬褒章・緑綬褒章・黄綬褒章・紫綬褒章・藍綬褒章については、勲章と同様、毎年4月29日（昭和の日）および11月3日（文化の日）に発令される。各回、約800名に授与され、それぞれ「春の褒章」「秋の褒章」、併せて「春秋褒章」と呼ばれている。紺綬褒章は、表彰されるべき事績の生じた都度、各府省等の推薦に基づき審査をし授与を行うこととされ、毎月末の閣議で決定される。春秋褒章の授与は、衆議院議長、参議院議長、国立国会図書館長、最高裁判所長官、内閣総理大臣、各省大臣、会計検査院長、人事院総裁、宮内庁長官および内閣府に置かれる外局の長が、候補者を内閣総理大臣に推薦して行う。内閣総理大臣は、推薦された候補者について審査を行い、褒章の授与について閣議の決定を求める。褒章の伝達は、「内閣総理大臣の命を受け、内閣府賞勲局長が所管大臣に伝達し、所管大臣が適宜受章者に伝達する。」と定められている。褒章の授与は、官報に掲載される。

## 沿革
- 1875年（明治8年）7月 - 太政官達第121号において、篤行者・奇特者へ賞与を与えることが定められる。
- 1880年（明治13年） - 賞勲局から褒章制度制定について上申される。
- 1881年（明治14年） - 褒章条例（明治14年太政官布告第63号）が制定される。当初は紅綬褒章、緑綬褒章、藍綬褒章の3種であった。これにより、褒章制度が確立した。
- 1882年（明治15年）1月1日 - 褒章条例施行。
- 1887年（明治20年） - 黄綬褒章臨時制定ノ件（明治20年勅令第16号）により黄綬褒章（旧制度）が制定された。
- 1918年（大正7年） - 褒章条例中改正ノ件（大正7年勅令第349号）により紺綬褒章が制定された。
- 1921年（大正10年） - 褒章の略綬が制定された（大正10年勅令第147号および第148号）。
- 1927年（昭和2年） - 同じ褒章を5回以上受章した者のための金色飾版が制定された（昭和2年2月1日勅令第6号）。
- 1947年（昭和22年） - 内閣官制の廃止等に関する政令（昭和22年政令第4号）により明治20年勅令第16号が廃止されたのに伴い（同第1条）、黄綬褒章が廃止された。
- 1955年（昭和30年） - 昭和30年政令第7号により紫綬褒章および新規の黄綬褒章が制定された。
- 1978年（昭和53年） - 同年春以降、黄綬褒章・紫綬褒章・藍綬褒章は毎年4月29日および11月3日に授与することとした。
- 2002年（平成14年） - 平成14年政令第278号（平成15年栄典制度改正に伴う改正）により、緑綬褒章の授与対象を変更。また、褒章の制式の細目は内閣府令により別途定める旨が規定された（条例第9条）。
- 2003年（平成15年） - 同改正により新設された条例第9条に基づく（褒章の制式及び形状を定める内閣府令（平成15年内閣府令第55号））により、新しい褒章のデザインが定められた。また、平成15年5月20日閣議決定により褒章の授与要件が緩和され、対象が広がった。

## 制式

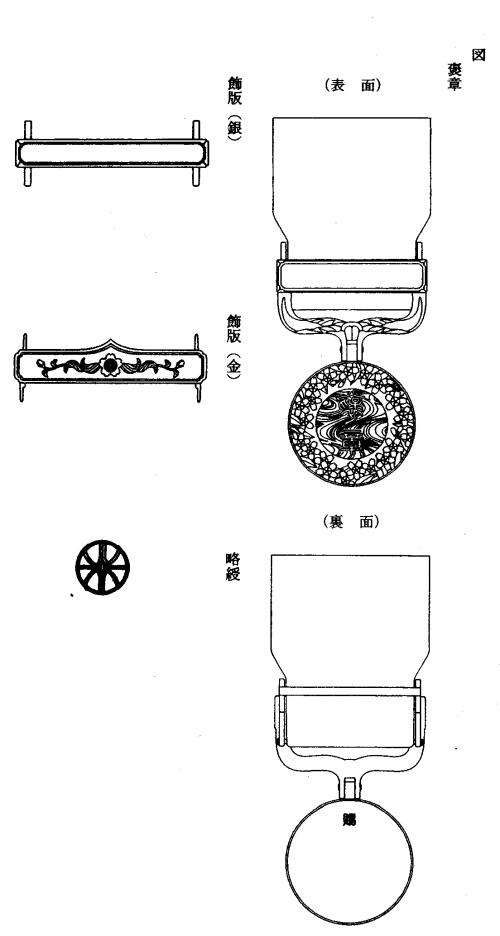
現行の褒章、飾版および略綬

褒章の制式については褒章条例第7条に規定されており、形状等の細目は内閣府令によって定めるとされている（同9条）。そして、現行の細目は「褒章の制式及び形状を定める内閣府令」（平成15年内閣府令第55号）で規定されている。一方、旧黄綬褒章の制式は「黄綬褒章臨時制定ノ件」第3条により規定されていた。
褒章はメダル本体の“章”、章を吊るして衣服に取り付けるための“綬”（リボン）、章と綬を繋ぐ“鈕”、および綬に取り付ける“飾版”からなる。ただし、旧黄綬褒章には鈕と飾版は無く、環により章と綬が繋がれている。また、常服時に着用するための略綬も制定されている。
章
銀製。桜花紋円形で中心に「褒章」の2字が置かれている。平成15年改正前は直径9分だったが、改正により30ミリメートルとなった。また、表面の意匠は、改正前は銀のみで「褒章」を交差した桜の枝花で囲む図であったが、改正により流水文を表した金色の円形に「褒章」を浮彫りにし、その外縁を桜花を散りばめた銀地とする意匠となった。裏側は紺綬褒章の場合を除いて「賜」の文字と氏名が記される。改正前の条例では、図の備考により、後述の金色飾版が授与される場合は引き替えられた銀色飾版の授与年月日も記すとされていたが、改正により図とともに削除された。旧黄綬褒章は金および銀の円形で、表面は上から菊花紋章、横書きの「褒章」の文字、大砲の図が配され、裏面には「賛成防海事業」の字が鋳出されていた。
鈕
銀製。
綬
綬の色は褒章の種類に応じて、紅、緑、黄、紫、藍、紺と変わる。綬の幅は当初1寸とされていたが、改正により36ミリメートルとなっている。旧黄綬褒章の綬は橙黄色で、瑞宝章のように逆三角形に折られていた。
飾版
既に褒章を授与されている者が、2度以上、同様の理由で褒章を授与されるときは、その都度、飾版（しょくはん、金属の板）を授与し、その褒章の綬に付加して標識とする（褒章条例3条1項）。また、この飾版（銀色）が5個以上に達したときは、5個ごとに別種の飾版（金色）と引き替えて授与される（同条2項）。褒章の授与に回数の制限はない。

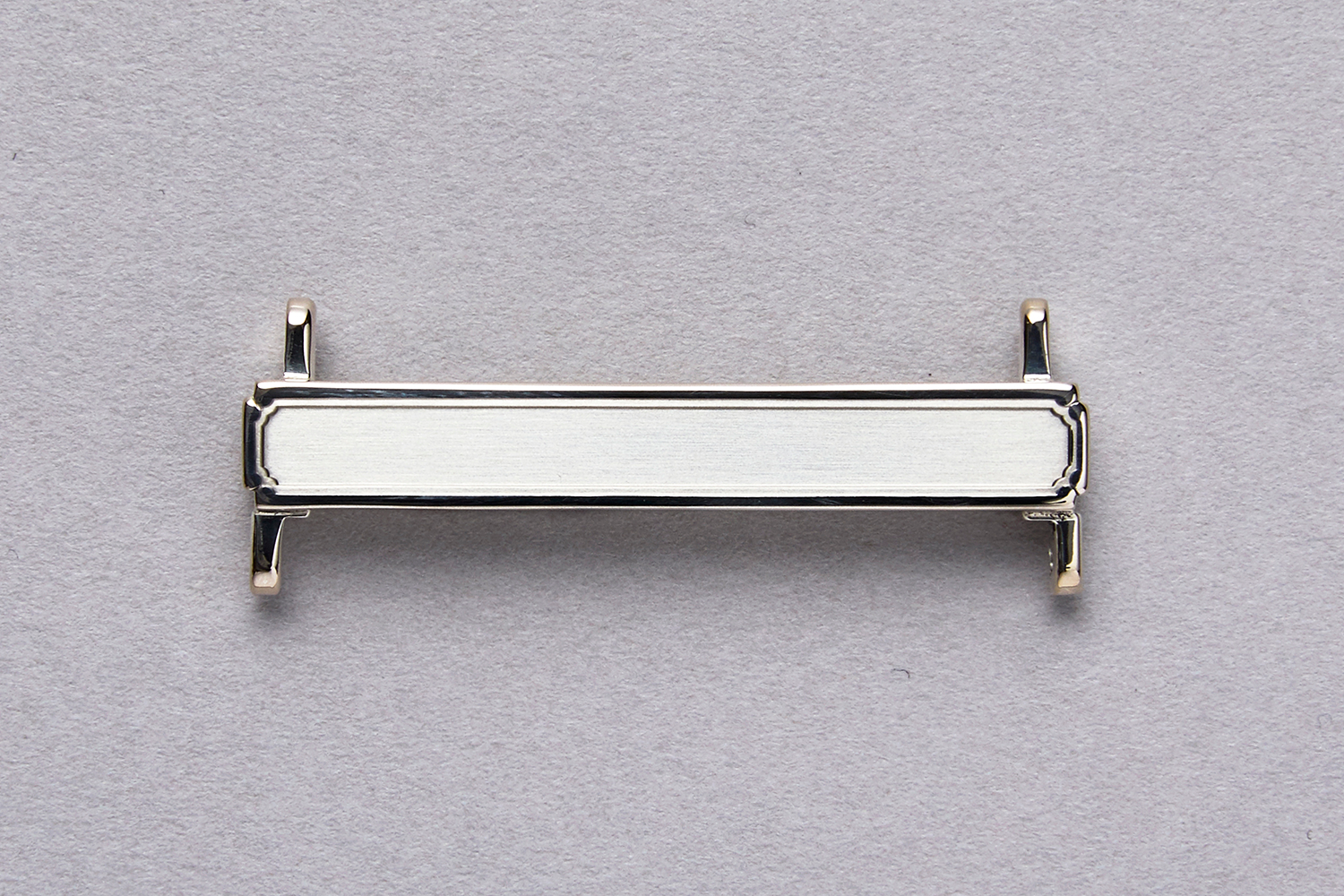
飾版（銀）
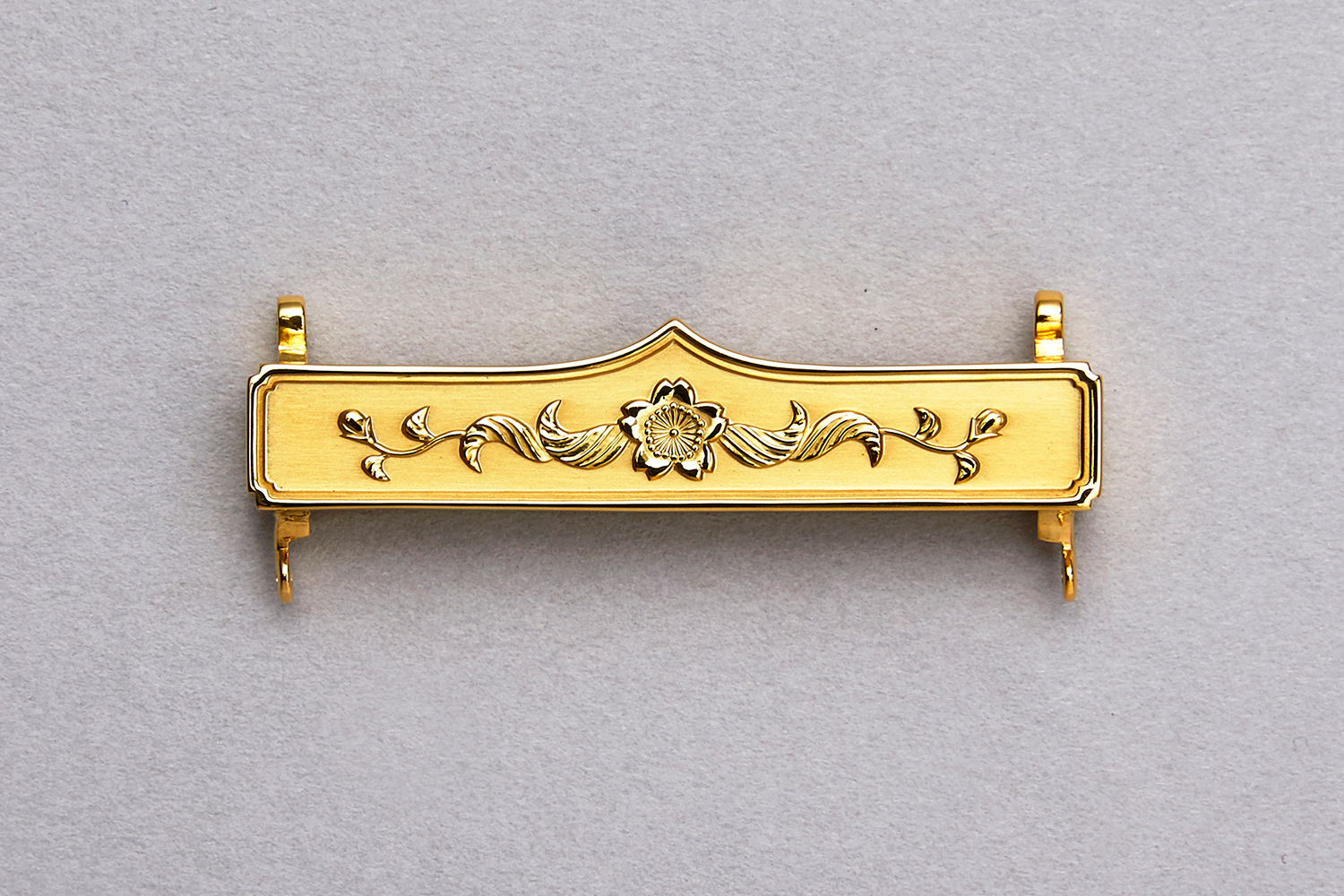
飾版（金）

略綬
「褒章条例」の改正（大正10年勅令第147号）および「黄綬褒章臨時制定ノ件」の改正（大正10年第148号）により、蝶型スティックピン式のものが制定されていたが、平成15年内閣府令により勲章と同様の円形のもの（ロゼット）に改められた。色は褒章の種類により紅・緑・黄・紫・藍・紺の6色とする。直径は7ミリメートル。
なお、褒章と同一または類似する商標については商標登録を受けることができない（商標法4条1項1号）。

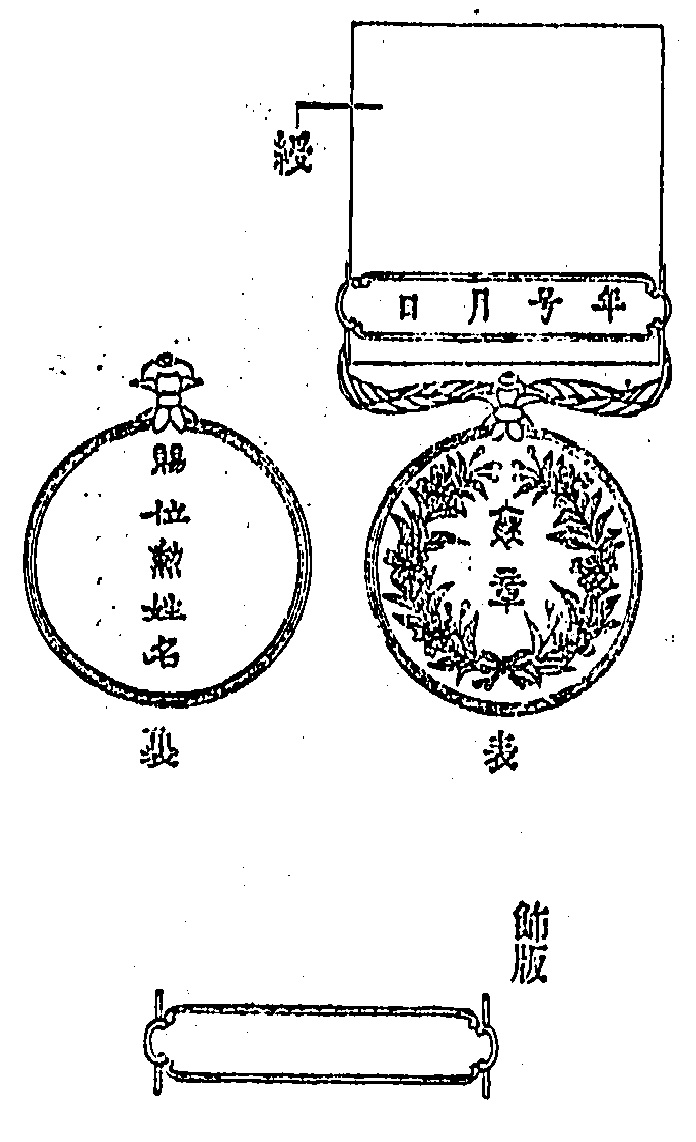
褒章（平成15年改訂前）
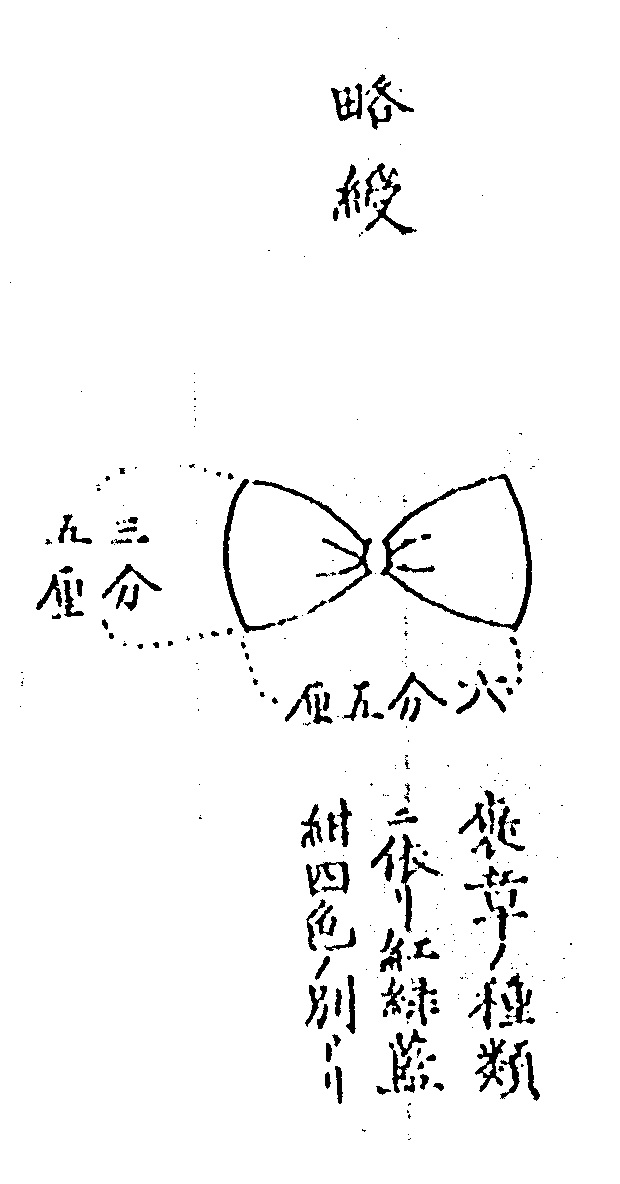
平成15年改訂前の略綬
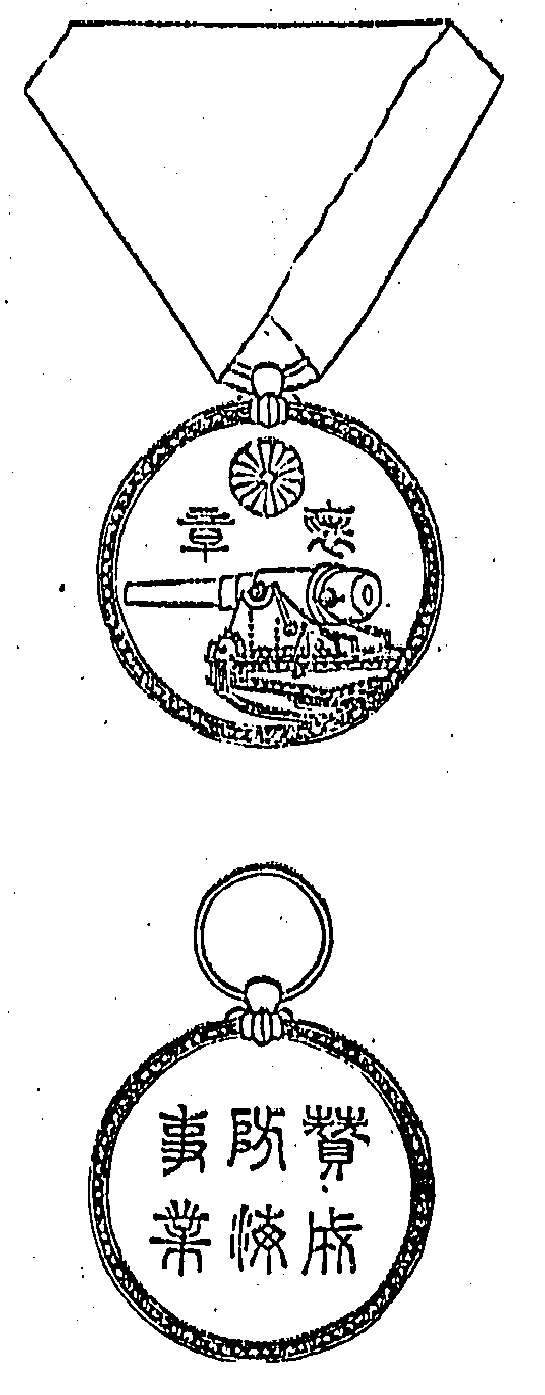
旧黄綬褒章

## 褒章の種類

### 紅綬褒章

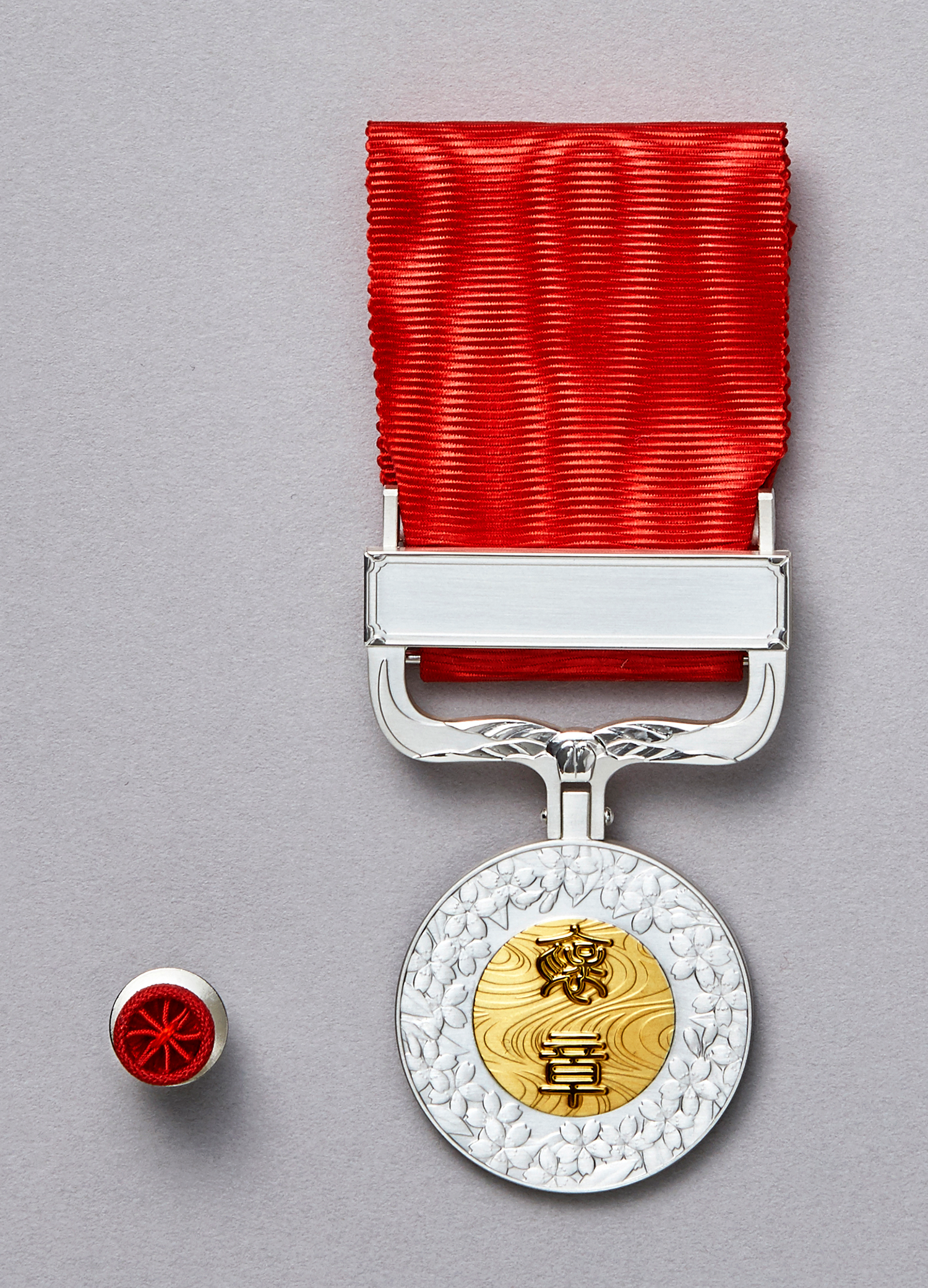
紅綬褒章の正章（右）と略綬（左）

紅綬褒章（こうじゅほうしょう）は、「自己ノ危難ヲ顧ミス人命ノ救助ニ尽力シタル者」に授与される。
1882年（明治15年）、青森県の海岸で暴風波浪により難破した漁船乗組員を救助した工藤仁次郎が受章第1号である。戦後は年々受章者が減少していた。
2003年（平成15年）の栄典制度改正に伴い受章機会の拡大が図られ、2004年（平成16年）春の褒章では16年ぶりに紅綬褒章が3名に授与された。2005年（平成17年）春の褒章では落水車からの人命救助により15歳の少年に贈られた（未成年者で初の受章）。また同年秋の褒章では、JR福知山線脱線事故で救助活動に当たった日本スピンドル製造や二次災害を防いだ主婦に贈られた。
2011年（平成23年）秋の褒章では、川で溺れていた男児を協力して救助した13歳の少年に贈られた（2020年現在、最年少の受章者）。
2023年（令和5年）秋の褒章では、特急列車が迫る踏切内に取り残された90代女性を救った女子大学生（20歳）に贈られた。

### 緑綬褒章

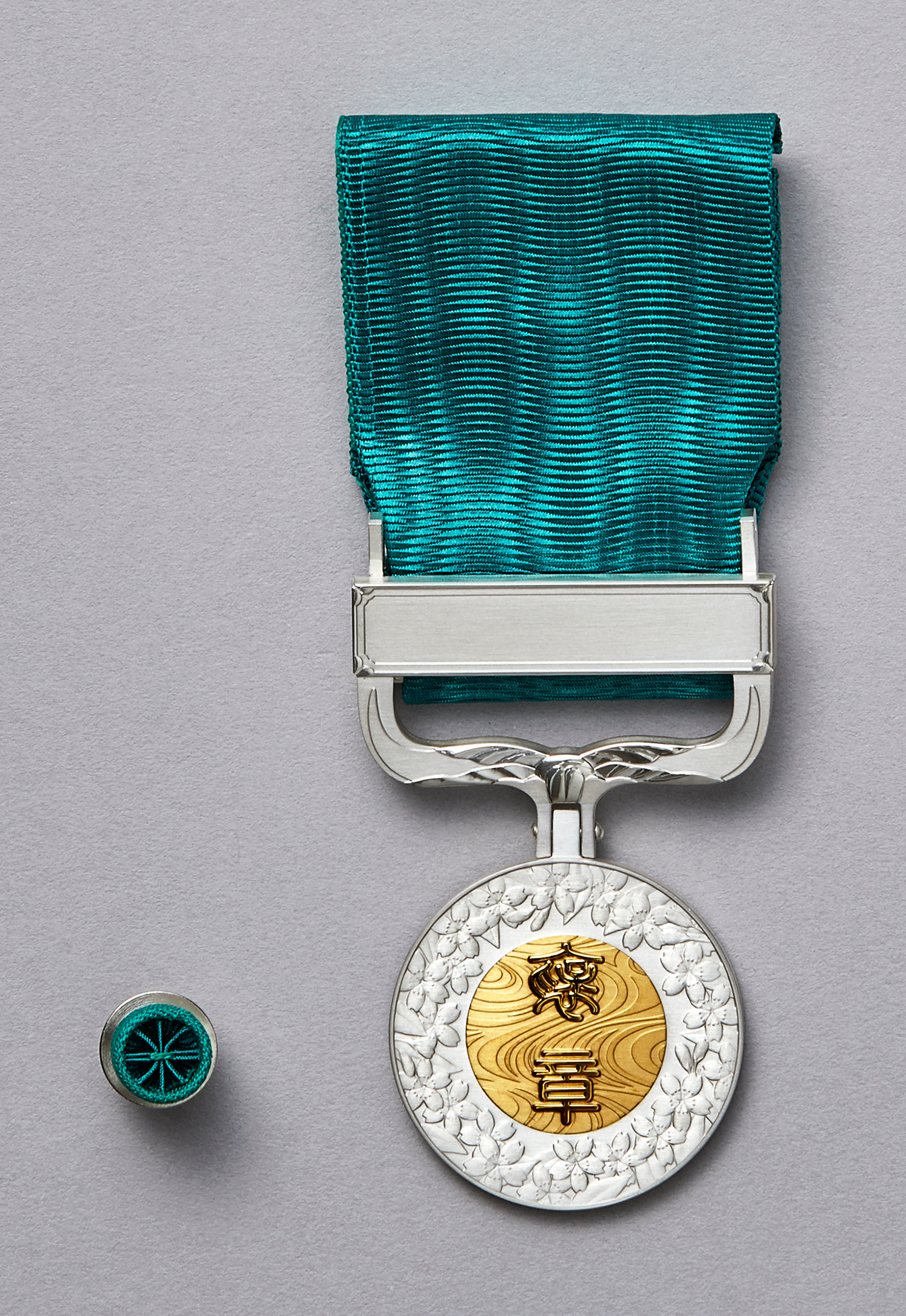
緑綬褒章の正章（右）と略綬（左）

緑綬褒章（りょくじゅほうしょう）は「自ラ進デ社会ニ奉仕スル活動ニ従事シ徳行顕著ナル者」に授与される。「長年にわたり社会に奉仕する活動（ボランティア活動）に従事し、顕著な実績を挙げた方」に授与されると説明される。
1881年（明治14年）の創設時は「德行卓絶ナル者又ハ實業ニ精勵シ衆民ノ模範タルヘキ者」に授与されると定められ、「德行卓絶ナル者」は「孝子・順孫・節婦・義僕ノ類」と例示された。1894年（明治27年）、「孝子順孫節婦義僕ノ類ニシテ德行卓絶ナル者又ハ實業ニ精勵シ衆民ノ模範タルヘキ者」と改正された（明治27年勅令第1号）。
1882年（明治15年）、数十年にわたり母へ孝養を尽くした青森県の外崎専四郎が受章第1号である。1950年（昭和25年）12月25日の受章を最後に一旦途絶えた。これは1955年（昭和30年）の栄典制度改正で「實業ニ精勵シ―」の部分が新たな黄綬褒章として独立したため授与対象が狭まったこと、「孝子・順孫・節婦」の部分が家制度と家長を否定し法の下の平等・両性の平等・個人の尊厳を唱える日本国憲法第14条・同第24条の趣旨に合わないこと、「義僕」とあるが家事使用人を長期にわたって雇うような裕福な家庭は最早見当たらないこと、などの理由による。
そのため、2003年（平成15年）の栄典制度改正（平成14年改正）では受章機会・選考基準の見直しが図られ、褒章条例第1条中の緑綬褒章に関する部分が「自ラ進デ社会ニ奉仕スル活動ニ従事シ徳行顕著ナル者ニ賜フモノトス」と改められた（平成14年政令第278号）。これにより、社会福祉分野やボランティア活動などで顕著な実績のある個人等に授与することとなった。翌2004年（平成16年）春の褒章では、半世紀ぶりに緑綬褒章が26名に授与された。
2008年（平成20年）には芸能人では長年の受刑者更生支援等奉仕者活動を認められて杉良太郎（俳優）が、またエレキギターによる青少年情操教育活動を認められて寺内タケシ（ギタリスト）がそれぞれ受章した。俳優など芸歴の長い芸能人は紫綬褒章の対象になることが多く、杉良太郎は翌2009年（平成21年）に紫綬褒章を授与された。

### 黄綬褒章

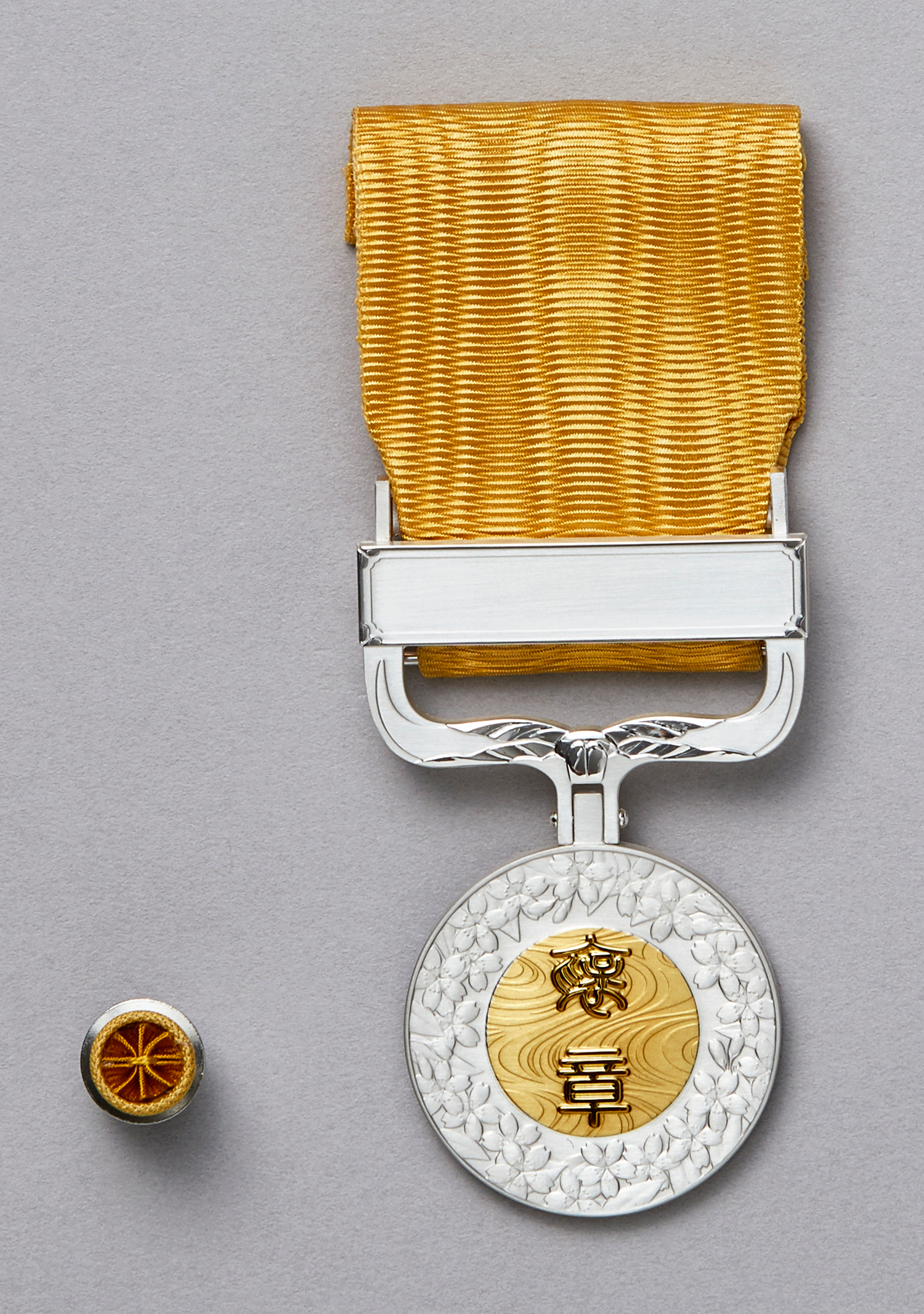
黄綬褒章の正章（右）と略綬（左）

黄綬褒章（おうじゅほうしょう）は「業務ニ精励シ衆民ノ模範タルベキ者」に授与される。「農業、商業、工業等の業務に精励し、他の模範となるような技術や事績を有する方」に授与されると説明する。
1955年（昭和30年）、褒章条例の改正により紫綬褒章とともに制定された（昭和30年政令第7号）。同年には、多年にわたり水稲農作技術の向上に努力した北海道の天崎正太郎が受章第1号として授与された。以後、毎年500人から600人が受章している。2003年（平成15年）の栄典制度改正では、「第一線で業務に精励している者で、他の模範となるような技術や事績を有する者を対象とし、受章者数の増加を図る」こととされた。
2020年（令和2年）秋に的場文男が騎手として初めて、2022年（令和4年）春に柴田善臣が日本中央競馬会所属騎手として初めて、2024年（令和6年）春に宮下瞳が女性騎手として初めて受章しているが、これは競馬にかかわりその発展に努めることが「畜産業の振興」の一環とみなされたためである。

#### 旧黄綬褒章
旧黄綬褒章は、1887年（明治20年）3月14日の詔勅に始まった海防費献納運動（沿岸防衛事業への私財提供運動）に賛同して私財を政府へ献納した者への賞与として、「黄綬褒章臨時制定ノ件」（明治20年勅令第16号）により「私財ヲ献納シ防海ノ事業ヲ賛成スルモノニ授与スル」とし、金章と銀章が定められた。政府内規では、1000円以上の献納者には銀章を、1万円以上の献納者には金章を授与することとされた。このときの受章第1号は、それぞれ金章が松平茂昭、銀章が中井新右門（中井銀行代表、清酒問屋）であった。
防海事業に対する私財献納の出願は同年9月30日で締め切られ、褒章の授与は願い出た上で献納を済ませた者から順に行われて行き、1894年（明治27年）1月10日の荻野六郎を最後に停止されるまで、金章が54名、銀章が572名、合計626名へ授与された。
旧黄綬褒章は、1947年（昭和22年）の内閣官制の廃止等に関する政令（昭和22年政令第4号）により根拠勅令とともに廃止された。

### 紫綬褒章

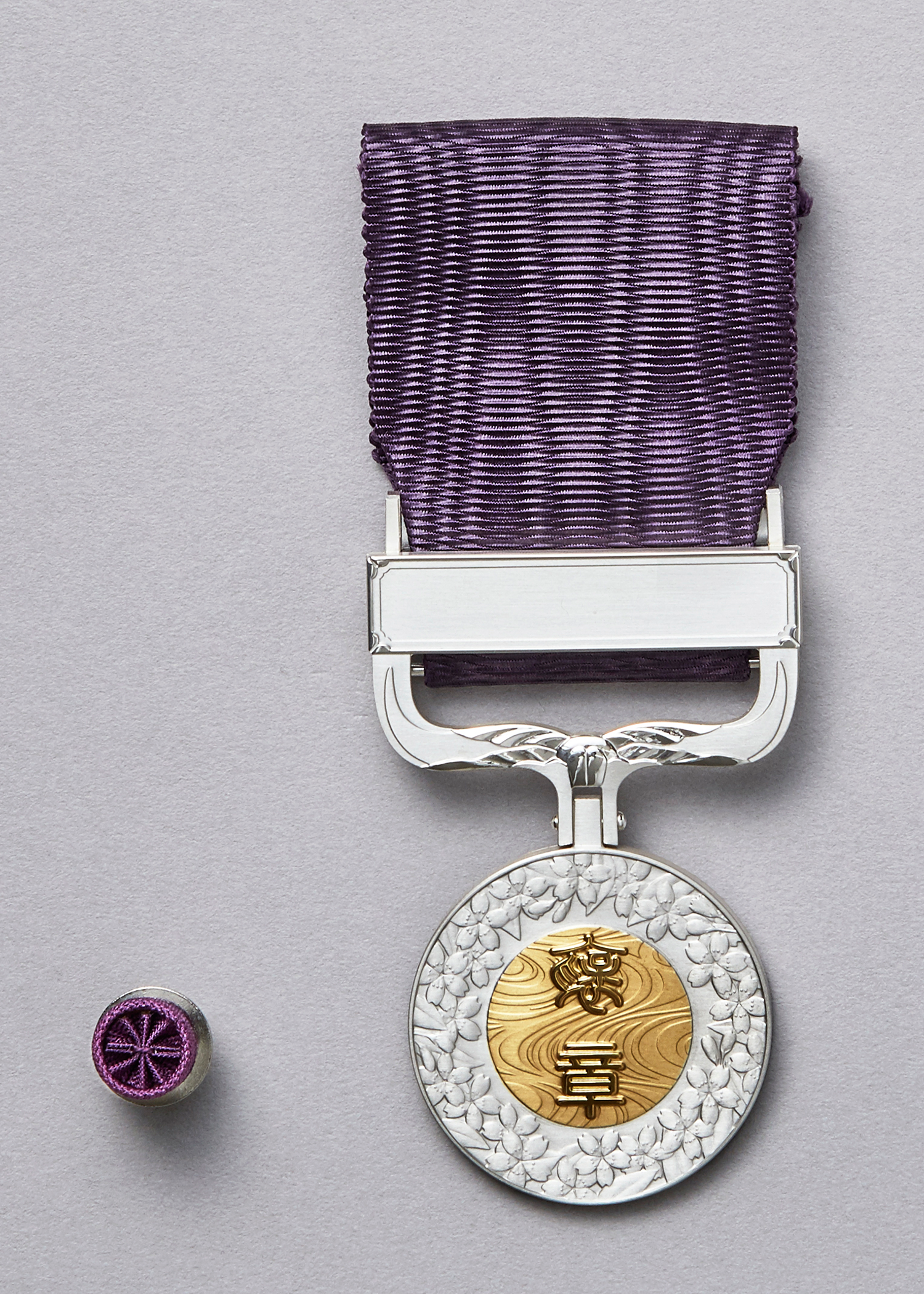
紫綬褒章の正章（右）と略綬（左）

紫綬褒章（しじゅほうしょう）は「学術芸術上ノ発明改良創作ニ関シ事績著明ナル者」に授与される。「科学技術分野における発明・発見や、学術及びスポーツ・芸術文化分野における優れた業績を挙げた方」に授与されると説明する。
1955年（昭和30年）、褒章条例の改正により黄綬褒章とともに制定された（昭和30年政令第7号）。2002年（平成14年）の栄典制度改正により、「紫綬褒章については、年齢制限を撤廃し、科学技術分野における発明・発見や、学術及びスポーツ・芸術分野における優れた業績等に対して、速やかに表彰する。」とされ、従来50歳以上とされていた年齢制限が撤廃されている。例年、春（4月29日）と秋（11月3日）の2回発令され、学術、芸術、スポーツ分野の功労者に授与される。
「勲章、記章、褒章等の授与及び伝達式例」（昭和38年7月12日閣議決定）4条は、褒章について、「内閣総理大臣の命を受け、内閣府賞勲局長が所管大臣に伝達し、所管大臣が適宜受章者に伝達する。」と定める。通例、紫綬褒章の伝達式は、東京都内のホテルなどで行われる。また受章者は、伝達式に合わせて、皇居で天皇に拝謁する。
団体に対して紫綬褒章と同様の理由で授与された例としては、2006年（平成18年）のワールド・ベースボール・クラシック第1回大会で優勝した日本代表チーム（王貞治監督）が初めてである。
2014年（平成26年）、アテネ五輪ならびに北京五輪の男子柔道金メダリストである内柴正人が紫綬褒章を褫奪されている。褫奪とは勲章褫奪令（褒章等は同6条で準用）に基づく行政処分で、褫奪を受けると官報に掲載され、褒章等は没取され、褒章等の受章者であると名乗ることも認められなくなる。

### 藍綬褒章

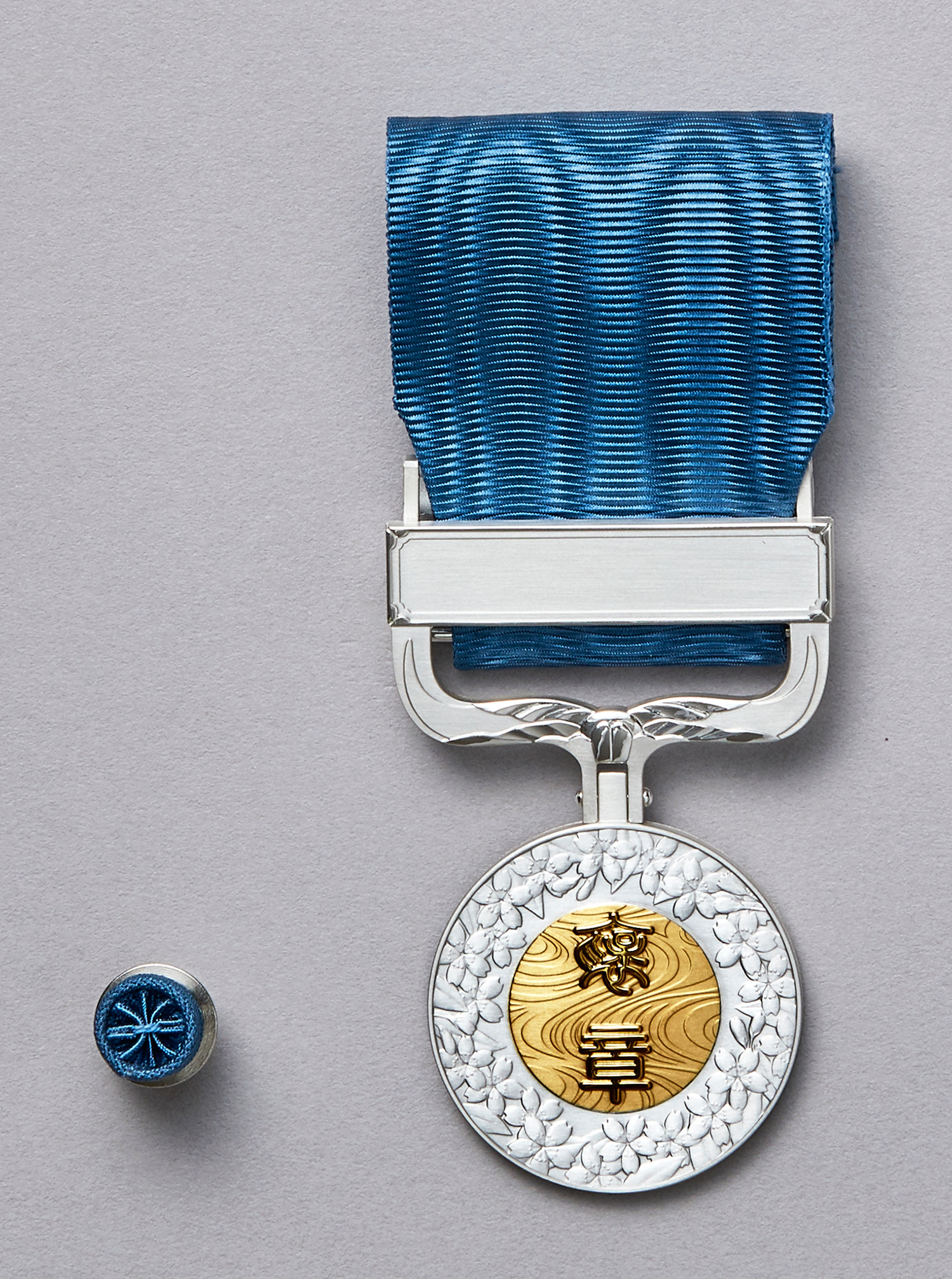
藍綬褒章の正章（右）と略綬（左）

藍綬褒章（らんじゅほうしょう）は「教育衛生慈善防疫ノ事業、学校病院ノ建設、道路河渠堤防橋梁ノ修築、田野ノ墾闢（こんぺき。開墾）、森林ノ栽培、水産ノ繁殖、農商工業ノ発達ニ関シ公衆ノ利益ヲ興シ成績著明ナル者又ハ公同ノ事務ニ勤勉シ労効顕著ナル者」に授与される。「会社経営、各種団体での活動等を通じて、産業の振興、社会福祉の増進等に優れた業績を挙げた方」、「国や地方公共団体から依頼されて行われる公共の事務（保護司、民生委員・児童委員、調停委員等の事務、国勢調査の調査員参加）に尽力した方」に授与されると説明する。
1881年（明治14年）の制度創設時には「公衆ノ利益ヲ興シ成績著明ナル者」に授与すると定められ、「公衆ノ利益」は「疏河築堤修路墾田ノ業或ハ貧院學校設立ノ類ヲ云フ」と例示された。1894年（明治27年）、「学術技芸上ノ発明改良著述、教育衛生慈善防疫ノ事業、学校病院ノ建設、道路河渠堤防橋梁ノ修築、田野ノ墾闢、森林ノ栽培、水産ノ繁殖、農商工業ノ発達ニ関シ公衆ノ利益ヲ興シ成績著明ナル者又ハ公同ノ事務ニ勤勉シ労効顕著ナル者」と改正された（明治27年勅令第1号）。1955年（昭和30年）、紫綬褒章の創設にともない、現行規定に改正された（昭和30年政令第7号）。
1882年（明治15年）、灌漑用水を開通させて荒野を農地に変え村民生活の向上に貢献した大阪府の石田長蔵・久保田伊平が受章第1号、第2号で、第3号から第7号は北海道函館の常野正義・渡辺熊四郎・平田兵五郎・今井市右衛門・平塚時蔵の5人である。戦後は毎年600人から1000人が受章している。2003年（平成15年）の栄典制度改正では、「公衆の利益を興した者に対する藍綬褒章の選考に当たっては、他の模範となるような優れた業績が認められる者を対象とする。また従来「公同の事務」とされている分野について運用の見直しを行い、「勲章の対象との関係を整理する」こととされた。

### 紺綬褒章

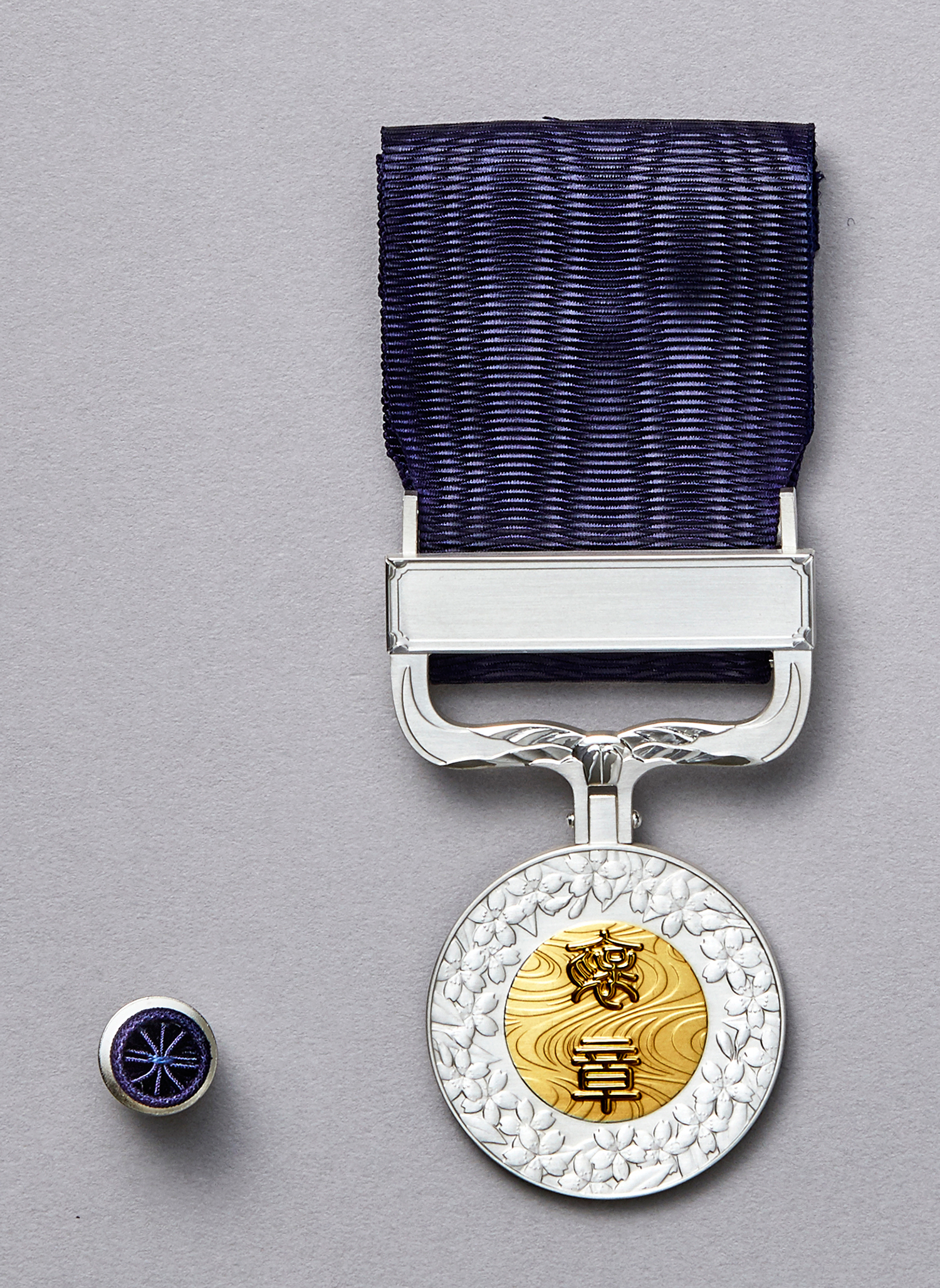
紺綬褒章の正章（右）と略綬（左）

紺綬褒章（こんじゅほうしょう）は「公益ノ為私財ヲ寄附シ功績顕著ナル者」に授与される。
1918年（大正7年）に創設された（大正7年勅令第349号）。
1919年（大正8年）9月7日、恩賜財団済生会に5万円（平成27年現在の価値で1億5千万円相当）を寄付した功により賜与された小野光景が受章第1号である。
紺綬褒章は他の褒章のように受章機会が春秋のみに限られず、事由の発生に合わせて毎月末にまとめられ閣議で決定され発令される。寄付を続ければ同一人物が多数回受章することも可能であり、叙勲・褒章などの受章回数でギネス世界記録に認定された古賀常次郎は、紺綬褒章を110回受章している。なお、章の裏面は他の褒章と異なり、「賜」の字や受章者の氏名は刻まれない。
1980年（昭和55年）の授与基準では、国や地方公共団体、公益団体などへ500万円以上の寄付をした個人、1000万円以上の寄付をした団体が主な対象となる（受けた団体から所管官庁宛てに上申―「この方は褒章を受けるに相応しい事を私共にして下さったので授与して頂きたい」という申し出―がされる）。
寄付に対する返礼品の類を受け取った場合は対象とならない。
寄付額が1500万円以上など多額に上る場合には、併せて賞杯（桐紋付きの木盃）が授与される。なお、1947年（昭和22年）から1964年（昭和39年）は10万円、1964年（昭和39年）から1980年（昭和55年）は100万円が授与の基準であった。寄付額の改定に際しては、数年間は中間の額を設定するなど、移行暫定期間が設けられることもある。
2021年には浜崎あゆみが国立国際医療研究センターに1千万円を、また西島隆弘が事業資金（義援金ではなく運営経費になる金）として日本赤十字社にやはり1千万円を、中居正広と香取慎吾が日本財団と共同で立ち上げた「LOVE POCKET FUND」基金に、YOSHIKIが自身の運営する基金「YOSHIKI FOUNDATION AMERICA」を通じて各所に多額の寄付をして、それぞれ授与されている（中居は紺綬褒章と共に賞杯も受けた）。また、同年に大幸薬品が1万個のクレベリンを大阪府へ寄附した実績により紺綬褒章を授与されたが、翌2022年に消費者庁より同商品の景品表示法違反に基づく措置命令を出されたことを受け、同社は褒章を自主返納した。

### 褒状
褒章を授与される理由の事績を残した者が団体である場合には、受章者名を法人・団体とした賞状「褒状」が授与される。褒状には各褒章と同様に授与の理由が記されているが、頭書には「緑綬」「紫綬」等の区分は冠されずすべて単に「褒状」となる。

### 賞杯
褒章を授与する者に褒章と併せて賞杯を授与することがある（褒章条例5条）。特に、紺綬褒章に併せて授与する木杯については、授与の基準が公表されている。

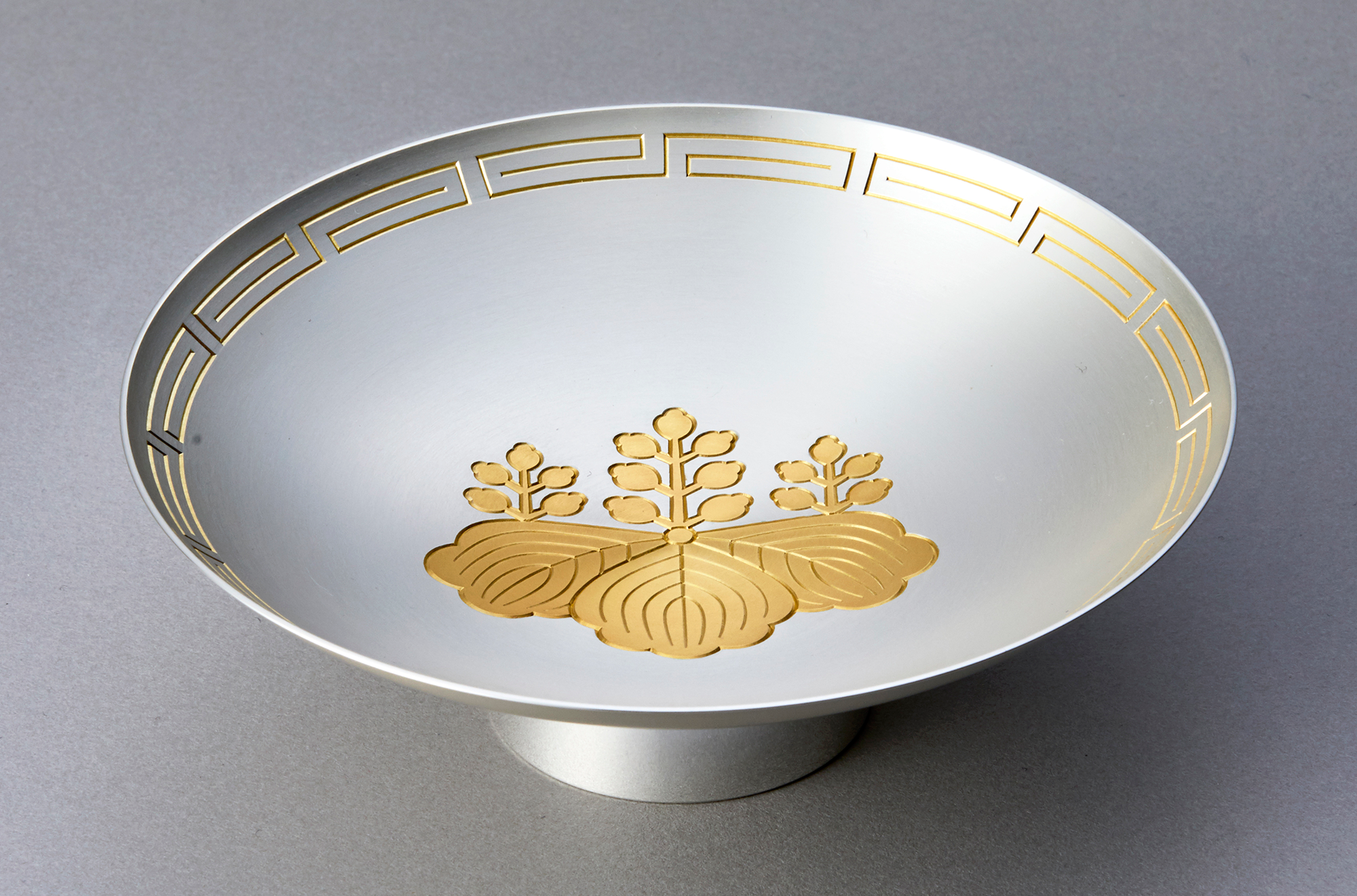
銀杯（桐紋）
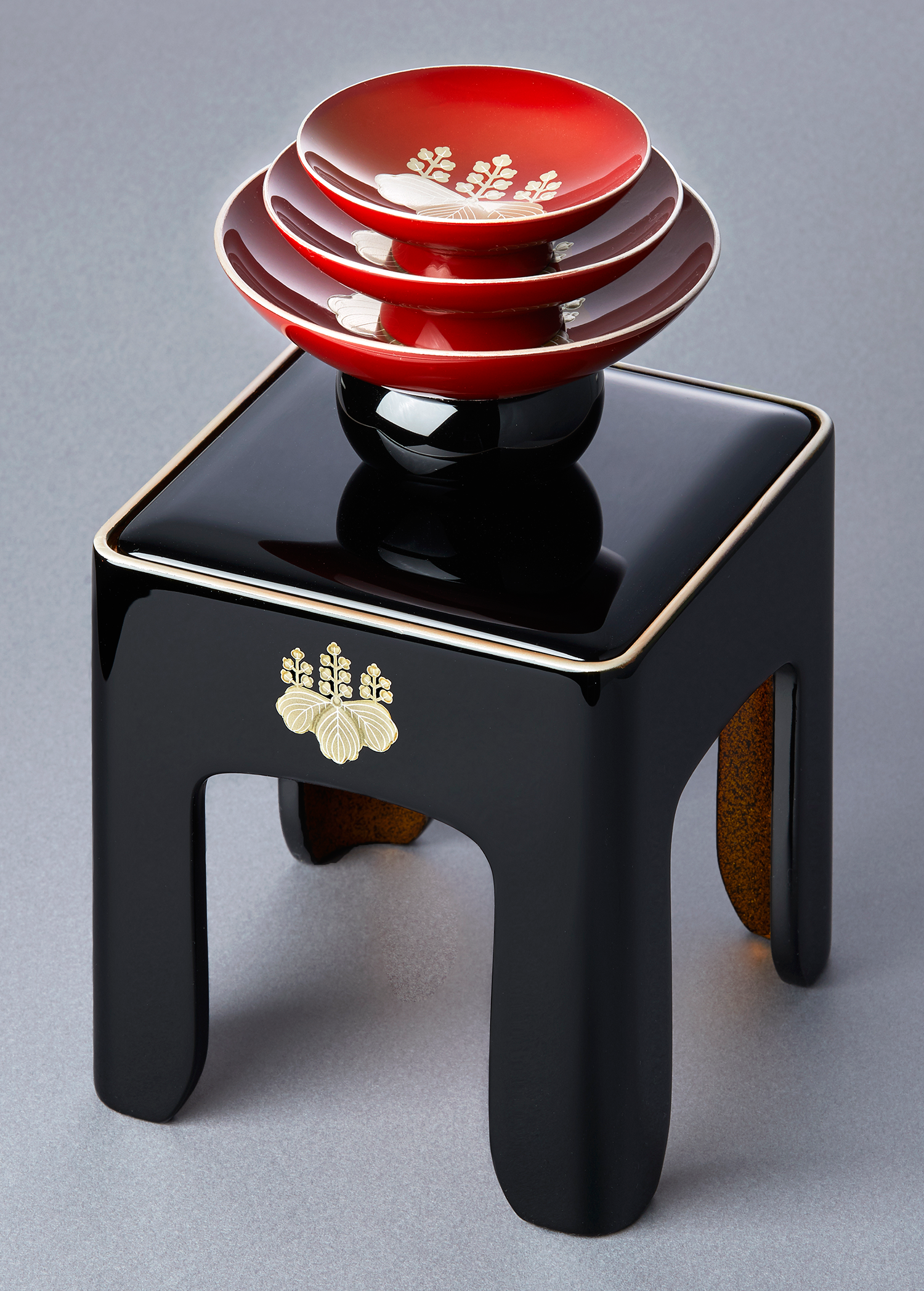
木杯（一組台付・桐紋）

### 遺族追賞

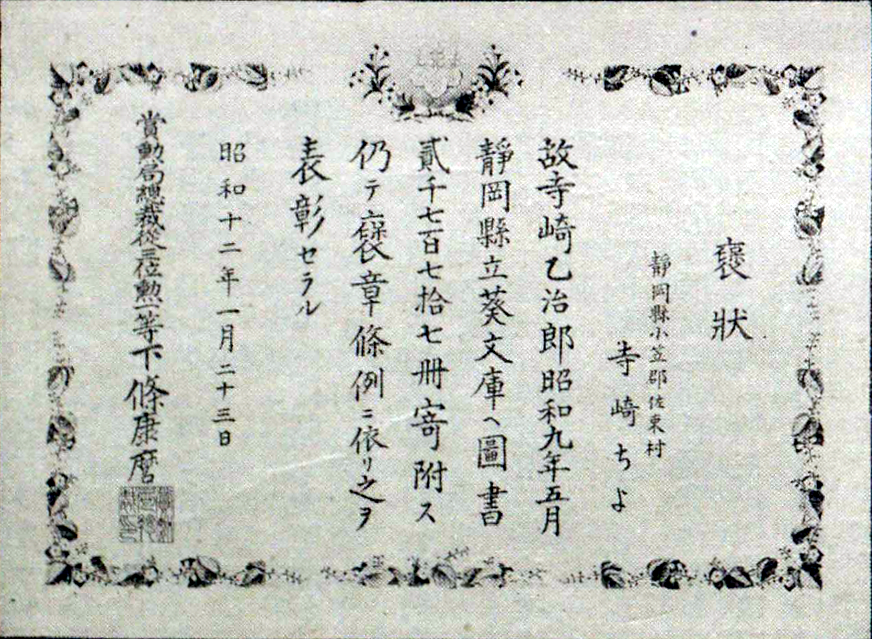
遺族追賞による褒状（寺崎乙治郎の遺族に対する褒状）

褒章（紺綬褒章を除く）の授章対象者が死亡した場合は、遺族へ銀杯か木杯か褒状が授与される。これを遺族追賞という。
叙勲対象者でもあるときは、遺族追賞ではなく死亡叙勲が行われることとなる。

## 根拠法令
- 日本国憲法第7条7号（栄典の授与が天皇の国事行為と定められている）
- 明治十四年太政官布告第六十三号（褒章条例）[34]
- 褒章条例取扱手続（明治27年閣令第1号）[35]
- 勲章、記章、褒章等の授与及び伝達式例（昭和38年7月12日閣議決定）[5]
- 褒章の制式及び形状を定める内閣府令（平成15年内閣府令第55号）[36]

なお、褒章について定めた法律は存在しない。1952年（昭和27年）、褒章を含め栄典に関する事項は法律で定めるべきとの解釈の下、栄典法案が国会に提出されたことがあったが成立しなかった。そのため政府は褒章条例を政令により改正することで戦後の褒章制度の整備をするに至った。

## 関係官庁
栄典を所管するのは内閣府であり、事務執行機関として賞勲局が置かれている。元は1876年（明治9年）、太政官に新設された賞勲局が始まりであり初代長官には伊藤博文が就任、代々三条実美や西園寺公望らがトップに就く要職であった。戦後は総理府の一部局となった。
褒章の選考手続きについては各都道府県・各関係団体から具申を受けた各省庁大臣が賞勲局へ褒章候補者を推薦し、慎重な審査の上、閣議に請議されて決定されている。

## その他の褒賞
その他、都道府県では知事による表彰として褒賞を授与する制度があるが、一般にこれを知事褒章と通称することがある。特に東京都では、東京都知事表彰として、功労ある消防団員に対する消防褒賞があり記念章が授与されることから、しばしば公私を問わずこれらを知事褒章、消防褒章と通称されることが多い。ただし、それら都道府県の「褒章」は正確には「褒章」ではなく「褒賞」であり、その位置付けは国の栄典ではなく東京都の表彰である。授与される記章も記念章であり、国の褒章とは異なる。